# Преображенський заказник
Преображенський заказник — ландшафтний заказник загальнодержавного значення в Україні. Заказник розташований понад берегами річки Вовчої між селами Богданівка і Преображенське та селищем Правда Васильківського району Дніпропетровської області.
Окрім мальовничих краєвидів на території заказника є різноманітні екосистеми, зокрема петрофільні, степові, аренно-борові, річкові та чагарникові. Трапляються скелясті ділянки та гаї. На території заказника річище річки Вовчої зберегло природний характер, також на території розташовані природні джерела.
Неподалік одного з джерел розташований просто неба геологічний музей.
Площа 312,6 га, створений у 2005 році.